# Adam Sedgwick
Adam Sedgwick, angleški geolog, * 22. marec 1785,  Dent, Yorkshire † 27. januar 1873, Cambridge.
Velja za enega od ustanoviteljev sodobne geologije.